# كونراد وولف (عازف بيانو)
كونراد وولف (بالإنجليزية: Konrad Wolff)‏ (و. 1907 – 1989 م) هو عازف بيانو، ومعلم موسيقى أمريكي، ولد في برلين، يستخدم آلات بيانو، توفي في كولونيا، عن عمر يناهز 82 عاماً.

## التعليم
تعلم في جامعة هايدلبرغ
.

## روابط خارجية
- كونراد وولف على موقع الموسوعة البريطانية (الإنجليزية)